# Dorcas DenHartog-Wonsavage
Dorcas Elizabeth DenHartog-Wonsavage (* 3. Februar 1965 in Madison, Wisconsin als Dorcas DenHartog) ist eine ehemalige US-amerikanische Skilangläuferin.

## Werdegang
DenHartog-Wonsavage, die 1987 ihren Abschluss am Middlebury College machte, trat international erstmals bei den Junioren-Skiweltmeisterschaften 1985 in Täsch in Erscheinung. Dort belegte sie den 48. Platz über 10 km und den 13. Rang mit der Staffel. Bei den Olympischen Winterspielen 1988 in Calgary kam sie auf den 40. Platz über 10 km klassisch, auf den 23. Rang über 20 km Freistil und zusammen mit Leslie Thompson, Nancy Fiddler und Leslie Bancroft-Krichko auf den achten Platz in der Staffel. Im folgenden Jahr errang sie bei den Nordischen Skiweltmeisterschaften in Lahti jeweils den 47. Platz über 10 km Freistil und 10 km klassisch und den 39. Platz über 30 km Freistil. Bei den Olympischen Winterspielen 1992 in Albertville belegte sie den 45. Platz über 30 km Freistil und den 44. Rang über 15 km klassisch. Ihre beste Platzierung bei den Nordischen Skiweltmeisterschaften im folgenden Jahr in Falun war der 43. Platz in der Verfolgung. Bei ihrer letzten Olympiateilnahme 1994 in Lillehammer errang sie den 40. Platz über 30 km klassisch.